# 강대국 국제정치의 비극
강대국 국제정치의 비극(The Tragedy of Great Power Politics)은 미국의 학자 존 미어샤이머(John Mearsheimer)가 국제관계론을 주제로 2001년에 W.W. Norton and Company를 통해 출간한 책이다. 미어샤이머는 핵심 가정(assumption), 초기 현실주의 이론의 진화 및 예측 능력을 언급함으로써 "공격적 현실주의" 이론을 설명하고 주장한다. 이 책을 각색한 기사는 이전에 포린 어페어스에 게재되었다.
이 책은 대한민국에서 이춘근에 의해 "강대국 국제정치의 비극"이라는 제목으로 한국어로 번역되었다.
미어샤이머의 공격적 현실주의 이론의 다섯 가지 기본 가정은 다음과 같다.
1. 무정부 상태: 국제 시스템은 무정부 상태이다.
2. 공격적인 군사 능력: 모든 강대국은 서로에게 사용할 수 있는 공격적인 군사 능력을 보유하고 있다.
3. 불확실성: 국가는 다른 국가가 자신에 대해 군사적 능력을 사용하지 않을 것이라고 확신할 수 없다.
4. 생존: 국가의 주요 목표는 생존이다.
5. 합리성: 국가는 주요 목표(생존)를 추구하는 방법에 대해 전략적으로 생각하는 합리적 단일 행위자이다.

이러한 가정을 통해 미어샤이머는 국가는 끊임없이 권력 축적을 추구할 것이며 국가 간 협력은 어렵다고 주장한다. 강대국 정치의 '비극'은 안보를 추구하는 강대국이라도 서로 경쟁과 갈등을 겪을 수밖에 없다는 점이다.

## 같이 보기
- 무정부 상태 (국제 관계)
- 세력균형
- 국제법
- 인간, 국가, 전쟁
- 공격적 현실주의
- 권력정치
- 전력투사